# La Mal-mesure de l'homme
La Mal-mesure de l'homme (en anglais The Mismeasure of Man) est un livre publié en 1981 par le paléontologue Stephen Jay Gould. Ce livre dresse à la fois une histoire et une critique des méthodes statistiques et des motivations culturelles qui sous-tendent le déterminisme biologique, la croyance selon laquelle « les différences sociales et économiques entre les groupes humains – principalement les races, les classes et les sexes – découlent de distinctions héréditaires et innées et que la société, en ce sens, serait un reflet précis de la biologie ».
Gould affirme que l’idée fondamentale du déterminisme biologique repose sur l’hypothèse selon laquelle « il est possible d’attribuer une valeur aux individus et aux groupes en mesurant l’intelligence comme une donnée quantitative unique ». Il examine le déterminisme biologique à travers les pratiques de crâniométrie et de tests psychologiques, deux approches majeures utilisées pour quantifier l’intelligence. Selon lui, ces méthodes souffrent de deux erreurs fondamentales. La première est la réification, définie comme « la tendance à transformer des concepts abstraits en entités concrètes ». Des exemples de réification incluent le quotient intellectuel (QI) et le facteur d’intelligence générale (facteur g), qui ont servi de fondements à de nombreuses recherches sur l’intelligence humaine. La deuxième erreur est celle du classement, qui désigne « la tendance à organiser des variations complexes selon une échelle graduelle et ascendante ».
Le livre a été largement salué dans la presse littéraire et par le grand public, mais a suscité des réactions fortement polarisées au sein de la communauté scientifique. Les avis favorables ont souligné la pertinence de la critique du racisme scientifique, du concept d’intelligence générale et du déterminisme biologique, tandis que les détracteurs ont reproché à Gould des inexactitudes historiques, un raisonnement imprécis ou un parti pris politique. The Mismeasure of Man a remporté le prix du National Book Critics Circle. Les conclusions de Gould concernant les méthodes employées par le chercheur du XIXe siècle Samuel George Morton pour mesurer les volumes crâniens ont suscité une controverse notable, donnant lieu à de nombreuses études remettant en question ses affirmations.
En 1996, une deuxième édition est parue. Elle comprend deux chapitres supplémentaires critiquant le livre de Richard Herrnstein et Charles Murray, The Bell Curve (1994).

## Auteur
Stephen Jay Gould (/ɡuːld/; 1941 – 2002) était l'un des auteurs de vulgarisation scientifique les plus influents et les plus lus de sa génération. Il était connu du grand public principalement pour ses 300 essais populaires dans le magazine Natural History. De façon similaire à La Mal-Mesure de l'homme, Gould a critiqué les théories biologiques du comportement humain dans « Against Sociobiology » (1975) et « The Spandrels of San Marco and the Panglossian Paradigm » (1979).

## Résumé

### Craniométrie

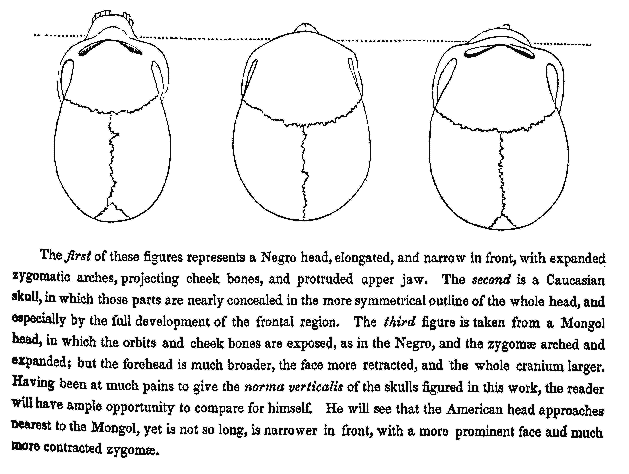
Les « espèces » humaines : « une tête de nègre... un crâne caucasien... une tête de Mongol », par SG Morton (1839)

La Mal-Mesure de l'homme propose une analyse critique des premiers travaux liés au racisme scientifique, lesquels défendaient « la théorie de l'intelligence unitaire, innée et classifiable de manière linéaire », à travers des pratiques comme la craniométrie et l'étude des volumes crâniens pour évaluer les capacités intellectuelles. Gould soutient que bon nombre de ces recherches étaient profondément influencées par les préjugés raciaux et sociaux des chercheurs, compromettant leur objectivité scientifique. Il affirme que des figures comme Samuel George Morton (1799-1851), Louis Agassiz (1807-1873) et Paul Broca (1824-1880) ont parfois laissé leurs attentes personnelles influencer leurs conclusions et leur analyse. Gould souligne notamment qu'en passant de l'utilisation de graines pour oiseaux, moins précises, à la grenaille de plomb pour mesurer les volumes endocrâniens, Morton a obtenu des résultats différents, mais ces changements ne se manifestaient pas uniformément entre les différents groupes « raciaux » étudiés. Pour Gould, cela suggère que des biais inconscients ont pu affecter les résultats initiaux de Morton. Gould a spéculé,
Il est facile d’imaginer des scénarios plausibles. Par exemple, Morton, utilisant des graines pour mesurer, tombe sur un grand crâne africain qu’il remplit légèrement, puis le secoue distraitement. Ensuite, face à un crâne caucasien exceptionnellement petit, il le secoue avec insistance et exerce une pression vigoureuse sur le foramen magnum avec son pouce. Ce type de comportement peut se produire sans intention consciente, l’attente jouant un rôle puissant dans l’orientation des actions.
En 1977, Gould a réalisé sa propre analyse des données de Morton concernant le volume endocrânien et a soutenu que les résultats initiaux étaient influencés par des croyances préconçues et une sélection biaisée des données. Il a argumenté qu’en tenant compte des biais, l’hypothèse originale – selon laquelle le volume du crâne suit un ordre croissant, des Noirs aux Mongols, puis aux Blancs – n'était pas soutenue par les données.

### Biais et falsification

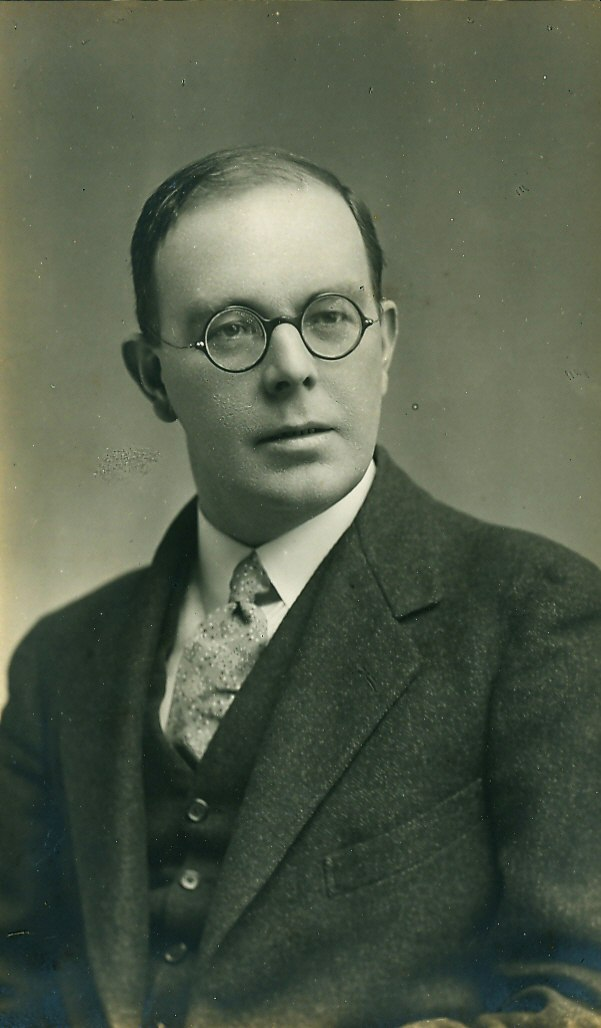
Gould a cité l’étude de Leon Kamin qui soutenait que Cyril Burt (ci-dessus) avait fabriqué des données.

La Mal-Mesure de l'homme propose une évaluation historique des concepts de quotient intellectuel (QI) et de facteur d'intelligence générale (facteur g), qui ont été, et restent, des outils utilisés par les psychologues pour mesurer l'intelligence. Gould suggère que la majorité des études psychologiques ont été profondément influencées par la conviction que le comportement humain d'une race est mieux expliqué par l'hérédité génétique. Il mentionne l'affaire Burt, en référence aux célèbres études sur les jumeaux de Cyril Burt (1883-1971), dans lesquelles ce dernier prétendait que l'intelligence humaine était largement déterminée par l'hérédité.

### QI,g, corrélation statistique et héritabilité
En tant que biologiste évolutionniste et historien des sciences, Gould acceptait la variabilité biologique (le principe selon lequel l'intelligence est transmise par l'hérédité génétique), mais s'opposait au déterminisme biologique, qui affirme que les gènes déterminent un destin social fixe et immuable pour chaque individu dans la vie et la société. La Mal-Mesure de l'homme analyse la corrélation statistique et les mathématiques appliquées par les psychologues pour valider les tests de QI et l'hérédité de l'intelligence. Par exemple, pour justifier l'idée que le QI repose sur un facteur d'intelligence générale (facteur g), il faut que les réponses à différents tests de capacités cognitives soient positivement corrélées. Ainsi, pour que le facteur g soit considéré comme un trait héréditaire, les scores des tests de QI des répondants proches devraient être plus corrélés que ceux des répondants distants. Cependant, la corrélation n'implique pas causalité ; Gould a expliqué que les mesures des changements au fil du temps concernant "mon âge, la population du Mexique, le prix du fromage suisse, le poids de ma tortue de compagnie et la distance moyenne entre les galaxies" présentent une corrélation positive élevée, mais cela ne signifie pas que l’âge de Gould ait augmenté parce que la population mexicaine a augmenté. Plus précisément, une corrélation positive élevée entre les QI d'un parent et de son enfant pourrait être interprétée soit comme une preuve que le QI est génétiquement hérité, soit comme le résultat de facteurs sociaux et environnementaux. De plus, étant donné que les données des tests de QI peuvent être utilisées pour défendre logiquement l'une ou l'autre hypothèse (hérédité génétique ou environnementale), les données psychométriques n'ont aucune valeur intrinsèque.
Gould a souligné que même si l'hérédité du QI pouvait être prouvée au sein d'un groupe racial ou ethnique donné, cela ne permettrait pas d'expliquer les causes des différences de QI entre les individus d'un même groupe, ni de déterminer si ces différences peuvent être attribuées à l'environnement. Par exemple, bien que la taille d'une personne soit déterminée génétiquement, des différences de taille au sein d'un même groupe social peuvent être liées à des facteurs environnementaux (comme la qualité de la nutrition) ainsi qu'à la génétique. Richard Lewontin, biologiste évolutionniste et collègue de Gould, soutient cet argument dans le contexte des tests de QI. Une illustration de la confusion intellectuelle concernant ce que l'hérédité signifie est l'affirmation suivante : « Si tous les environnements devenaient égaux pour tous, l'hérédité atteindrait 100 % parce que toutes les différences de QI restantes seraient nécessairement d'origine génétique », affirmation qui, selon Gould, est trompeuse, au mieux, et fausse, au pire. Premièrement, il est très difficile de concevoir un monde dans lequel chaque homme, chaque femme et chaque enfant grandiraient dans le même environnement, car leur dispersion spatiale et temporelle sur la planète Terre rend cela impossible. Deuxièmement, si les gens grandissaient dans le même environnement, toutes les différences ne seraient pas d’origine génétique en raison du caractère aléatoire du développement moléculaire et génétique. Par conséquent, l’héritabilité n’est pas une mesure des différences phénotypiques (physionomie et physique) entre les groupes raciaux et ethniques, mais des différences entre génotype et phénotype dans une population donnée.
Gould a également rejeté l'idée selon laquelle un score de QI mesure l'intelligence générale (facteur g) d'une personne, car les tests de capacité cognitive (tests de QI) comprennent différents types de questions, et les réponses tendent à se regrouper en fonction de l'intellect. En d'autres termes, des questions variées et les réponses associées génèrent des résultats différents, ce qui suggère qu'un test de QI combine des évaluations de diverses aptitudes. Gould a ainsi soutenu que les partisans des tests de QI postulent l'existence d'une "intelligence générale" en tant que qualité distincte au sein de l'esprit humain, analysant ensuite les résultats des tests pour produire un chiffre de QI censé refléter l'intelligence générale d'un individu. Par conséquent, Gould a rejeté le chiffre du QI comme étant un artefact erroné des méthodes statistiques appliquées aux données brutes des tests, d'autant plus que les données psychométriques peuvent être interprétées de différentes manières pour générer plusieurs scores de QI.

### Deuxième édition
La deuxième édition révisée et enrichie (1996) inclut deux chapitres supplémentaires, dans lesquels Gould critique le livre de Richard Herrnstein et Charles Murray, The Bell Curve (1994). Il soutient que cet ouvrage ne présente aucun argument nouveau ni données convaincantes, se contentant de reformuler les idées précédentes en faveur du déterminisme biologique. Gould définit ce dernier comme « l'abstraction de l'intelligence en tant qu'entité unique, sa localisation dans le cerveau, sa quantification en un chiffre unique pour chaque individu, et l'utilisation de ces chiffres pour classer les individus selon une échelle de mérite, conduisant invariablement à la conclusion que les groupes opprimés et défavorisés – qu'il s'agisse de races, de classes sociales ou de sexes – sont intrinsèquement inférieurs et méritent leur statut. ».

## Réception

### Éloges
La majorité des critiques de La Mal-Mesure de l'homme étaient positives, comme le note Gould. Richard Lewontin, un biologiste évolutionniste renommé ayant enseigné à l’Université de Chicago et à Harvard, a rédigé une critique élogieuse du livre de Gould dans The New York Review of Books. Il a soutenu la plupart des points abordés par Gould et a suggéré que l'auteur aurait pu aller encore plus loin dans sa critique des intentions racistes des scientifiques mentionnés, soulignant que ces derniers « mentent parfois délibérément, croyant que de petits mensonges peuvent révéler de grandes vérités ». Gould a déclaré que la critique la plus positive de la première édition écrite par un psychologue était dans le British Journal of Mathematical & Statistical Psychology, qui a rapporté que « Gould a rendu un service précieux en exposant la base logique de l'un des débats les plus importants des sciences sociales, et ce livre devrait être une lecture obligatoire pour les étudiants et les praticiens ». Dans le New York Times, le journaliste Christopher Lehmann-Haupt explique que la critique de l'analyse factorielle « montre de manière convaincante comment cette méthode a conduit à l'erreur fondamentale de raisonnement, à savoir la confusion entre corrélation et causalité, ou, pour le dire autrement, l'attribution d'une fausse réalité à des concepts abstraits ». La revue britannique Saturday Review a salué le livre comme une « étude historique fascinante du racisme scientifique » et a déclaré que ses arguments « illustrent à la fois les incohérences logiques des théories et l'utilisation abusive des données, motivée de manière préjudiciable, bien qu'involontaire, dans chaque cas ». Dans le magazine American Monthly Review, Richard York et le sociologue Brett Clark ont salué la concentration thématique du livre, affirmant que « plutôt que de tenter une grande critique de tous les efforts « scientifiques » visant à justifier les inégalités sociales, Gould effectue une évaluation bien raisonnée des erreurs sous-jacentes à un ensemble spécifique de théories et d'affirmations empiriques ». Newsweek lui a attribué une critique positive pour avoir révélé une science biaisée et ses abus. The Atlantic Monthly et The Key Reporter de Phi Beta Kappa ont également émis des critiques favorables sur le livre.

### Récompenses
La première édition de La Mal-Mesure de l'homme a remporté le prix de la meilleure œuvre de non-fiction du National Book Critics Circle, ainsi que le Outstanding Book Award en 1983 décerné par l'American Educational Research Association. La traduction italienne a obtenu le prix Iglesias en 1991, et en 1998, la Modern Library l’a classé parmi les 24 meilleurs livres de non-fiction en langue anglaise du 20e siècle. En décembre 2006, le magazine Discover a classé La Mal-Mesure de l'homme comme 17ème plus grand livre scientifique de tous les temps.

### Réévaluation des mesures du crâne de Morton
Dans un article publié en 1988, John S. Michael soutient que l'étude originale de Samuel G. Morton, réalisée au XIXe siècle, a été menée avec moins de biais que ce que Gould avait décrit, affirmant que « contrairement à l'interprétation de Gould... les recherches de Morton ont été menées avec intégrité ». Toutefois, l'analyse de Michael suggère qu'il existait des divergences dans les calculs craniométriques de Morton, que ses tableaux de données n'étaient pas scientifiquement rigoureux et qu'il « ne pouvait être excusé pour ses erreurs ni pour ses comparaisons injustes des moyennes ». Michael a ensuite exprimé son mécontentement face au fait que certains auteurs, dont J. Philippe Rushton, avaient « sélectivement » utilisé des éléments de ses recherches pour appuyer leurs propres affirmations. Il a déploré : « Certains ont transformé l’affaire Morton-Gould en un débat dans lequel un camp a raison, ou l'autre a raison, et je pense que c’est une erreur. Les deux chercheurs ont commis des erreurs, et prouver que l’un a tort ne prouve pas que l’autre a raison ».
Dans une autre étude publiée en 2011, Jason E. Lewis et ses collègues ont mesuré à nouveau les volumes crâniens des crânes de la collection de Morton et ont réexaminé les analyses statistiques de Morton et de Gould. Ils ont conclu que, contrairement à l'analyse de Gould, Morton n'avait pas falsifié les résultats de sa recherche craniométrique pour soutenir ses préjugés raciaux et sociaux, et que les « Caucasiens » avaient le plus grand volume crânien moyen dans l'échantillon. Selon eux, bien que les mesures craniométriques de Morton aient comporté des erreurs, celles-ci n'étaient pas dues à ses préjugés personnels. En fin de compte, Lewis et ses collègues ont rejeté la plupart des critiques de Gould à l'égard de Morton, jugeant que le travail de Gould était « mal étayé » et que, selon leur point de vue, la confirmation des résultats originaux de Morton « affaiblit l'argument de Gould et d'autres selon lequel les résultats biaisés sont endémiques en science ». Malgré ces critiques, les auteurs ont reconnu leur admiration pour l'opposition farouche de Gould au racisme. L'étude de Lewis a examiné 46 % des échantillons de Morton, tandis que l'étude précédente de Gould était basée uniquement sur un réexamen des tableaux de données brutes de Morton. Cependant, l'étude de Lewis a été par la suite critiquée par un certain nombre de chercheurs pour avoir déformé les affirmations de Gould, son parti pris,,, son reproche d'avoir examiné moins de la moitié des crânes de la collection de Morton,, de ne pas avoir corrigé les mesures en fonction de l'âge, du sexe ou de la taille, et pour son affirmation selon laquelle des conclusions significatives pouvaient être tirées des données de Morton,.
En 2015, Michael Weisberg a révisé cet article et a noté que « la plupart des arguments de Gould contre Morton sont solides. Bien que Gould ait fait quelques erreurs et amplifié son argumentation à certains moments, il a présenté des preuves prima facie, toujours non réfutées, montrant que Morton a effectivement mal mesuré ses crânes d'une manière qui reflétait les préjugés raciaux du XIXe siècle ». Les biologistes et philosophes Jonathan Kaplan, Massimo Pigliucci et Joshua Alexander Banta ont également critiqué l'article du groupe, affirmant que de nombreuses affirmations étaient trompeuses et que les nouvelles mesures étaient « totalement inappropriées pour évaluer l'analyse publiée par Gould ». Ils soutiennent également que « les méthodes utilisées par Morton et Gould étaient toutes deux inappropriées » et que « l'analyse statistique des données de Morton par Gould n'est pas, à bien des égards, supérieure à celle de Morton lui-même ».
Un article de 2018 a affirmé que l'interprétation des données par Morton était biaisée, bien que les données elles-mêmes soient correctes. L'article soutient que les mesures de Morton étaient similaires à celles d'un craniologue contemporain, Friedrich Tiedemann, qui avait interprété les données différemment et s'était fermement opposé à toute idée de hiérarchie raciale.

### Critique
Dans une critique de La Mal-mesure de l'homme, Bernard Davis, professeur de microbiologie à la Harvard Medical School, a affirmé que Gould avait construit un argument fallacieux en utilisant des termes clés mal définis, en particulier la réification. Selon Davis, Gould a approfondi cet argument avec une présentation « hautement sélective » des données statistiques, dont l'approche était davantage motivée par des considérations politiques que par des objectifs scientifiques. Davis a affirmé que la critique élogieuse de Philip Morrison sur La Mal-mesure de l'homme, publiée dans Scientific American, avait été rédigée et diffusée parce que les éditeurs de la revue considéraient depuis longtemps l'étude de l'héritabilité du QI comme une menace pour la justice sociale. Il a également critiqué les critiques de livres dans la presse populaire et les revues littéraires, les qualifiant de généralement favorables, tandis qu’il a observé que les critiques des revues scientifiques étaient majoritairement négatives. Davis a accusé Gould de déformer une étude de Henry H. Goddard (1866-1957) sur l'intelligence des immigrants juifs, hongrois, italiens et russes aux États-Unis, en rapportant à tort que Goddard qualifiait ces groupes de « faibles d'esprit ». En réalité, dans l'introduction de l'étude, Goddard avait précisé que les sujets étaient des membres atypiques de ces groupes ethniques, sélectionnés en raison de leur intelligence présumée inférieure à la normale. Davis a aussi souligné que Goddard suggérait que la faible intelligence des sujets était probablement due à leur environnement social et non à des facteurs génétiques. Il a conclu en citant Goddard, qui affirmait que « nous pouvons être sûrs que leurs enfants seront d'intelligence moyenne et, s'ils sont bien élevés, deviendront de bons citoyens ». Gould a réfuté certaines des affirmations de Davis dans une édition révisée du livre en 1994. Alors que Davis a qualifié la réception du livre de négative dans les revues scientifiques, Gould a fait valoir que sur vingt-quatre critiques de livres universitaires écrites par des experts en psychologie, quatorze ont approuvé, trois ont émis des opinions mitigées et sept ont désapprouvé le livre.
Dans sa critique, le psychologue John B. Carroll a déclaré que Gould ne comprenait pas « la nature et le but » de l'analyse factorielle. Le statisticien David J. Bartholomew, de la London School of Economics, a affirmé que Gould avait commis une erreur dans son utilisation de l'analyse factorielle, qu'il s'était indûment concentré sur l'erreur de réification (transformer l'abstrait en concret) et qu'il avait négligé le consensus scientifique actuel concernant l'existence du facteur g psychométrique.
Dans sa critique du livre, Stephen F. Blinkhorn, maître de conférences en psychologie à l'Université du Hertfordshire, a qualifié La Mal-mesure de l'homme de « chef-d'œuvre de propagande », soulignant que l'ouvrage juxtaposait sélectivement des données pour promouvoir un programme politique. Le psychologue Lloyd Humphreys, alors rédacteur en chef de l'American Journal of Psychology et du Psychological Bulletin, écrivit que La Mal-mesure de l'homme était de la « science-fiction » et de la « propagande politique », et que Gould avait déformé les opinions d'Alfred Binet, Godfrey Thomson et Lewis Terman.
Dans sa critique, le psychologue Franz Samelson écrit que Gould avait tort d'affirmer que les résultats psychométriques des tests d'intelligence administrés aux recrues de l'armée américaine ont contribué à la législation de l'Immigration Restriction Act de 1924. Dans leur analyse des archives du Congrès et des audiences des commissions relatives à la loi sur l'immigration, Mark Snyderman et Richard J. Herrnstein ont souligné que « la communauté des tests [d'intelligence] ne considérait généralement pas ses conclusions comme favorables à des politiques d'immigration restrictives comme celles de la loi de 1924, et que le Congrès n'a pratiquement pas tenu compte des tests d'intelligence ». Le psychologue David P. Barash affirme que Gould regroupe injustement la sociobiologie avec « l'eugénisme raciste et le darwinisme social erroné ».
Un article de 2019 a soutenu que Gould avait commis une erreur dans son évaluation de l'Army Beta, affirmant qu'en raison des connaissances, de la technologie et des normes de développement des tests de l'époque, ce test était adéquat et pouvait mesurer l'intelligence, voire même être pertinent à l'époque moderne.

### Réponses des sujets du livre
Dans sa critique de La Mal-mesure de l'homme, Arthur Jensen, un psychologue de l'éducation à l'Université de Californie (Berkeley), que Gould a largement critiqué dans son livre, a affirmé que Gould avait utilisé des arguments fallacieux pour promouvoir ses opinions, déformé les travaux d'autres scientifiques et proposé un programme politique. Selon Jensen, le livre était « un exemple manifeste » du biais que l’idéologie politique impose à la science – exactement ce que Gould cherchait à dénoncer. Jensen a également reproché à Gould de se concentrer sur des arguments largement réfutés (soulignant que 71 % des références du livre étaient antérieures à 1950), au lieu de traiter des sujets jugés actuellement importants par les scientifiques dans les domaines concernés. Il a suggéré que tirer des conclusions sur l’intelligence humaine à partir des premières recherches revenait à critiquer l'industrie automobile moderne en se basant sur les performances mécaniques de la Ford T.
Charles Murray, co-auteur de The Bell Curve (1994), a déclaré que ses vues sur la répartition de l'intelligence humaine, parmi les races et les groupes ethniques qui composent la population américaine, ont été déformées dans La Mal-mesure de l'homme.
Le psychologue Hans Eysenck a écrit que La Mal-mesure de l'homme est un livre qui présente « la vision déformée d'un paléontologue de ce que pensent les psychologues, sans aucune connaissance des faits les plus élémentaires de la science ».

### Réponses à la deuxième édition (1996)
Arthur Jensen et Bernard Davis ont affirmé que, même si le facteur g était remplacé par un modèle évaluant plusieurs types d'intelligence, cela n'aurait pas un impact aussi important sur les résultats qu'on pourrait imaginer. Selon eux, les résultats des tests standardisés de capacité cognitive continueraient à être corrélés avec ceux d'autres tests standardisés similaires, et l'écart de performance intellectuelle entre les personnes noires et blanches persisterait.
James R. Flynn, un chercheur critique des théories raciales de l'intelligence, a repris les arguments d'Arthur Jensen concernant la deuxième édition de The Mismeasure of Man. Flynn a écrit que « le livre de Gould évite de répondre aux meilleurs arguments de Jensen concernant l'influence génétique dans l'écart de QI entre les Noirs et les Blancs, en les reliant au concept de g comme facteur général d'intelligence. Par conséquent, Gould estime que s'il parvient à discréditer g, il n'a plus besoin d'aller plus loin. Cela est manifestement incorrect. Les arguments de Jensen resteraient pertinents, que les Noirs subissent un déficit sur un, dix ou cent facteurs. ». Cependant, au lieu de défendre Jensen et Rushton, Flynn a conclu que l'effet Flynn, une augmentation non génétique du QI tout au long du XXe siècle, invalidait leur argument principal, car leurs méthodes attribuaient à tort ce changement à des facteurs génétiques.
Selon le psychologue Ian Deary, l'affirmation de Gould selon laquelle il n'existerait aucune relation entre la taille du cerveau et le QI est désormais obsolète. Deary a également souligné que, malgré la disponibilité de nouvelles données, Gould avait refusé de rectifier cette idée dans les éditions révisées de son livre, malgré les avertissements de plusieurs chercheurs.

#### Éloges
- (en) « Démystifier la science positive » (Debunking as Positive Science) par Richard York et Brett Clark
- (en) « Les racines du déterminisme biologique » (The Roots of Biological Determinism) par Garland Allen, Journal of the History of Biology
- (en) « La Mal-mesure de l'homme » par Martin A. Silverman et Ilene Silverman, Psychoanalytic Quarterly
- (en) « La Mal-mesure de l'homme » par John H. Lienhard, NPR, Les moteurs de notre ingéniosité.
- (en) « L'intelligence et certains de ses testeurs » par Franz Samelson, Science

#### Critiques
- (en) « Réflexions sur La Mal-mesure de l'homme de Stephen Jay Gould » (Reflections on Stephen Jay Gould's The Mismeasure of Man) par John B. Carroll
- (en) « Les Mal-Mesures de Gould » (The Mismeasures of Gould) par J. Philippe Rushton, National Review
- (en) « La race, l'intelligence et le cerveau » (Race, Intelligence and the Brain) par J. Philippe Rushton
- (en) « La démystification des fossiles scientifiques et des épouvantails » (The Debunking of Scientific Fossils and Straw Persons) par Arthur Jensen
- (en) « Le néo-lyssenkisme, le QI et la presse » (Neo-Lysenkoism, IQ and the press) par Bernard Davis, The Public Interest